# Freycinetia grayana
Freycinetia grayana är en enhjärtbladig växtart som beskrevs av Lily May Perry. Freycinetia grayana ingår i släktet Freycinetia och familjen Pandanaceae. Inga underarter finns listade.